# 7198 Montelupo
7198 Montelupo eller 1994 BJ är en asteroid i huvudbältet som upptäcktes den 16 januari 1994 av de båda italienska astronomerna Andrea Boattini och Maura Tombelli vid Cima Ekar-observatoriet. Den är uppkallad efter den italienska byn Montelupo Fiorentino.
Asteroiden har en diameter på ungefär 10 kilometer och den tillhör asteroidgruppen Eunomia.